# Gossens

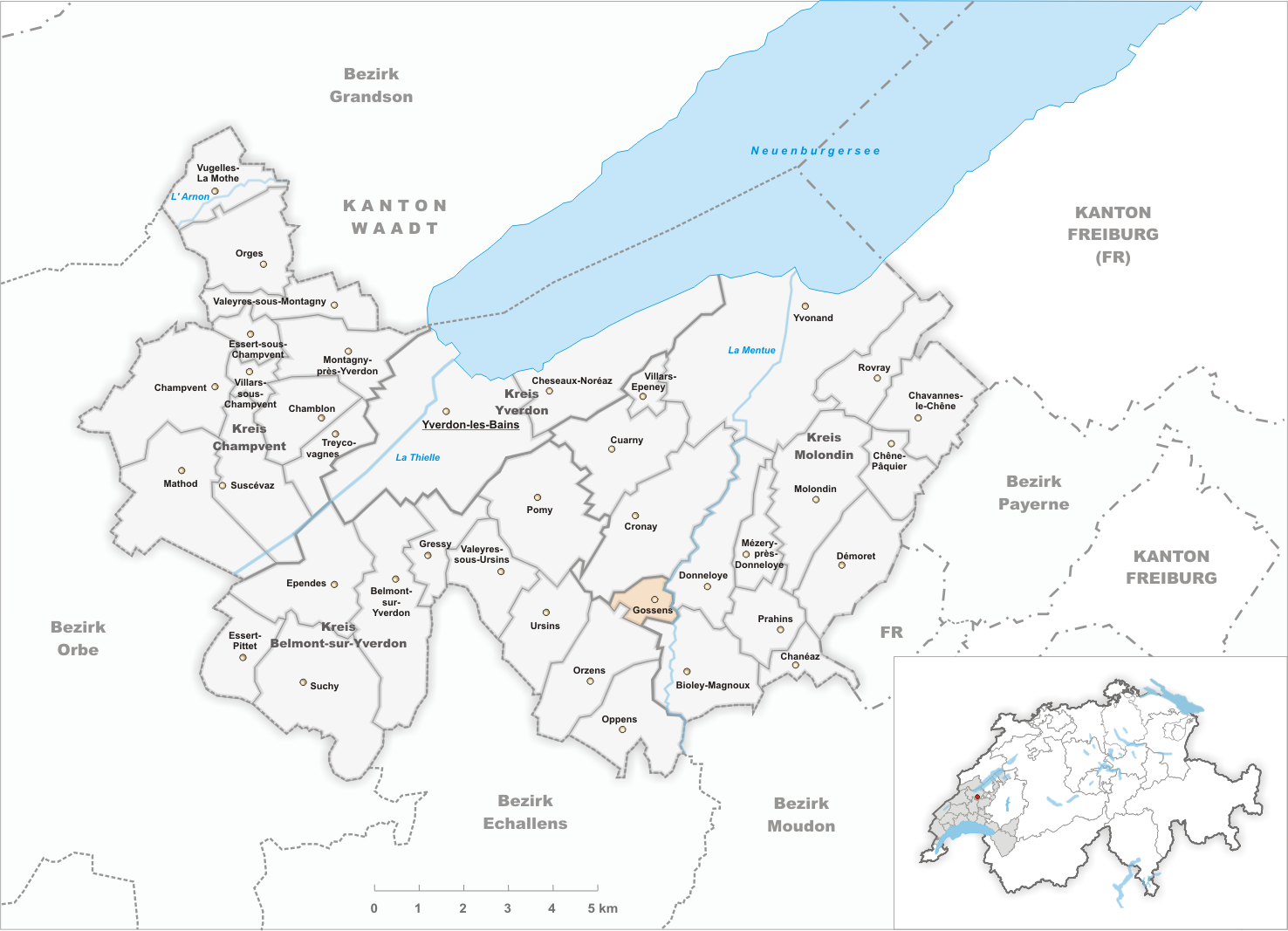
Gemeindestand vor der Fusion am 31. Dezember 2007

Gossens war eine politische Gemeinde im Distrikt Jura-Nord vaudois des Kantons Waadt in der Schweiz. Auf den 1. Januar 2008 hat Gossens mit Donneloye und Mézery-près-Donneloye zur neuen Gemeinde Donneloye fusioniert.

## Geographie
Gossens liegt auf 538 m ü. M., sieben Kilometer südöstlich der Bezirkshauptstadt Yverdon-les-Bains (Luftlinie). Das Haufendorf erstreckt sich am westlichen Talhang der Mentue, gegenüber von Donneloye, im Molassehügelland des nördlichen Waadtländer Mittellandes.
Die Fläche des nur gerade 1,0 km² grossen ehemaligen Gemeindegebiets umfasst einen Abschnitt des Hügellandes zwischen dem Neuenburgersee und dem Broyetal. Die östliche Grenze bildete der Flusslauf der Mentue. Von hier erstreckte sich der Gemeindeboden westwärts über den Hang von Gossens und das kleine Tal der Barbeire bis an den östlichen Abhang des Höhenrückens zwischen der Orbeebene und dem Tal der Mentue. Der höchste Punkt von Gossens befand sich mit 592 m ü. M. unterhalb des Hofes Odet. Die nördliche Grenze verlief entlang des Ruisseau du Lin, der durch seine Erosionskraft ein Tal in diesen Hang eingegraben hat. Von der früheren Gemeindefläche entfielen 1997 5 % auf Siedlungen, 14 % auf Wald und Gehölze und 80 % auf Landwirtschaft.
Zu Gossens gehörte der Weiler Granges-de-Gossens (560 m ü. M.) am Abhang, der von den Bächen Ruisseau du Lin und La Barbeire eingefasst wird. Nachbargemeinden von Gossens waren Donneloye, Bioley-Magnoux, Orzens und Cronay.

## Bevölkerung
Mit 132 Einwohnern (Ende 2007) gehörte Gossens zu den kleinsten Gemeinden des Kantons Waadt. Von den Bewohnern sind 94,7 % französischsprachig und 5,4 % deutschsprachig (Stand 2000). Die Bevölkerungszahl von Gossens belief sich 1850 auf 152 Einwohner, 1900 auf 115 Einwohner. Danach wurde aufgrund starker Abwanderung bis 1970 eine Abnahme auf 76 Einwohner verzeichnet; seither wurde wieder eine Bevölkerungszunahme registriert.

## Wirtschaft
Gossens lebt noch heute hauptsächlich von der Landwirtschaft, insbesondere vom Ackerbau, vom Obstbau und von der Viehzucht. Ausserhalb des primären Sektors gibt es nur wenige Arbeitsplätze im Dorf. Einige Erwerbstätige sind auch Wegpendler, die vor allem in Yverdon arbeiten.

## Verkehr
Die ehemalige Gemeinde liegt abseits grösserer Durchgangsstrassen an einer Verbindungsstrasse von Donneloye nach Orzens. Zu bestimmten Tageszeiten wird Gossens von der Autobuslinie bedient, die von Yverdon nach Thierrens verkehrt.

## Geschichte
Der Ortsname leitet sich vom germanischen Personennamen Gozzo ab. Während Gossens seit dem Mittelalter im Besitz der Johanniterkomturei La Chaux war, gehörte der Weiler Granges-de-Gossens (früher Granges de Joux genannt) zur Herrschaft Bioley-Magnoux. Mit der Eroberung der Waadt durch Bern im Jahr 1536 gelangten Gossens und Granges-de-Gossens unter die Verwaltung der Kastlanei Bioley-Magnoux in der Vogtei Yverdon. Nach dem Zusammenbruch des Ancien Régime gehörte das Dorf von 1798 bis 1803 während der Helvetik zum Kanton Léman, der anschliessend mit der Inkraftsetzung der Mediationsverfassung im Kanton Waadt aufging. 1798 wurde Gossens dem Bezirk Yverdon zugeteilt.